# Grégoire de Nicopolis
Grégoire de Nicopolis (ou saint Grégoire — Գրիգոր — Makar, bienheureux, grec : Makarios) était un évêque arménien et qui finit sa vie comme ermite à Bondaroy, département du Loiret, (992-16 mars 999).

## Biographie
Grégoire eut une vie de prière et d'oraison. Il vivait dans un grand ascétisme, jeûnait trois jours par semaine (lundi mercredi et vendredi), ne mangeait que des lentilles les autres jours ou des racines, et faisait cent prosternations par nuit dans son église. Il quitta son évêché et, enfin arrivé en Gaule, il vécut en reclus sept ans dans une minuscule grotte près de Pithiviers, recevant quelques visiteurs.

## Pèlerinage
Le tombeau où fut enterré saint Grégoire de Nicopolis au Xe siècle est l'église Saint-Martin-Le-Seul à Bondaroy dans le Loiret, une église carolingienne du IXe siècle bien conservée. « Les pèlerinages de la grotte  où Saint-Grégoire a vécu et de la petite  église de Saint-Martin-le-Seul  sont très fréquentés — Le mardi de Pâques il s'y fait une grande procession — Tout le clergé et un grand nombre de personnes de Pithiviers  s'y rendent dès cinq heures du matin, portant les  Saintes Reliques et chantant l'office pendant le trajet ».
Un  pèlerinage y a encore lieu annuellement organisé par le monastère orthodoxe des saints Grégoire l'Arménien et Martin le Seul ; en 2010, le pèlerinage annuel de saint Gregoire de Nicopolis a eu lieu de le 5 juin.

## Pain d'épices

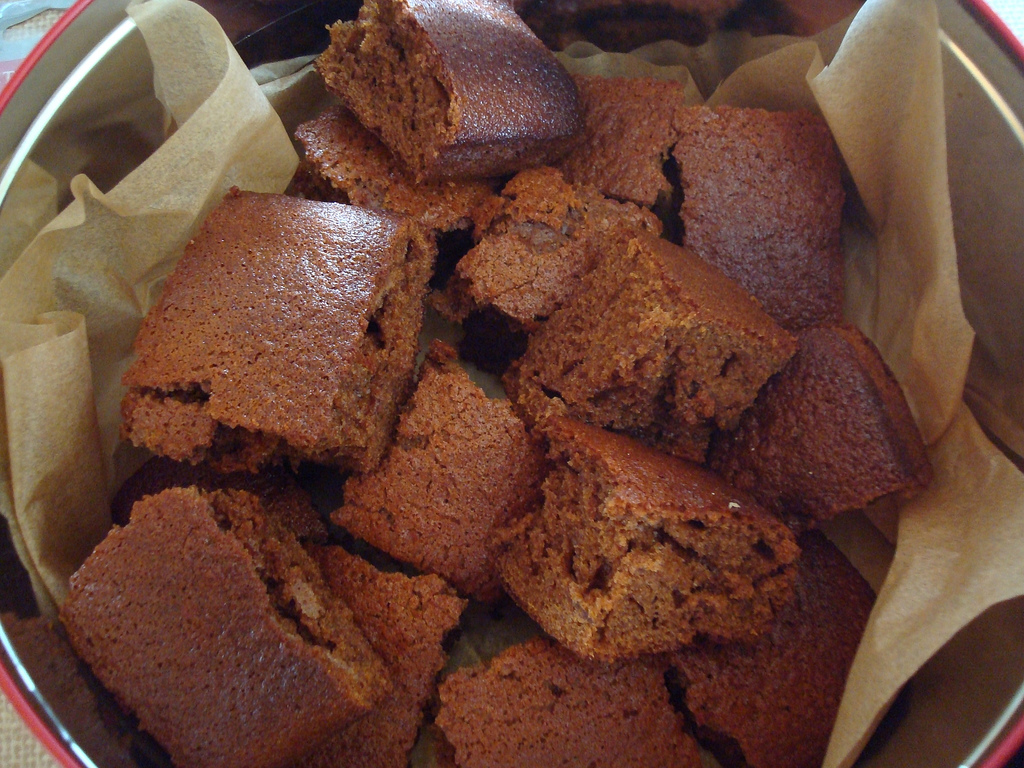
Pain d'épices artisanal.

Saint Grégoire de Nicopolis avait coutume de partager avec les Prêtres ou les chrétiens qui venaient le visiter le dimanche, un gâteau confectionné selon l'usage de son pays « avec de la farine de seigle, du miel et des épices ».
Il existe la « Confrérie du pain d’épices de saint Grégoire de Nicopolis » à Pithiviers.